# Покровка (Уфимський район)
Покро́вка (рос. Покровка, башк. Покровка) — присілок у складі Уфимського району Башкортостану, Росія. Входить до складу Черкаської сільської ради.
Населення — 65 осіб (2010; 49 в 2002).
Національний склад:
- росіяни — 61 %